# Oxyopes praedictus
Oxyopes praedictus là một loài nhện trong họ Oxyopidae.
Loài này thuộc chi Oxyopes. Oxyopes praedictus được Octavius Pickard-Cambridge miêu tả năm 1885.